# Ostearius muticus
Ostearius muticus là một loài nhện trong họ Linyphiidae.
Loài này thuộc chi Ostearius. Ostearius muticus được miêu tả năm 1994 bởi Gao, Gao & Zhu.